# Otenabant
Otenabant (CP-945,598) là một loại thuốc hoạt động như một chất đối kháng CB1 mạnh và có tính chọn lọc cao. Nó được Pfizer phát triển để điều trị bệnh béo phì, nhưng việc phát triển ứng dụng này đã bị ngừng theo các vấn đề gặp phải trong quá trình sử dụng thuốc rimonabant tương tự.